# Trigomphus yunnanensis
Trigomphus yunnanensis – gatunek ważki z rodziny gadziogłówkowatych (Gomphidae).